# Antagonist

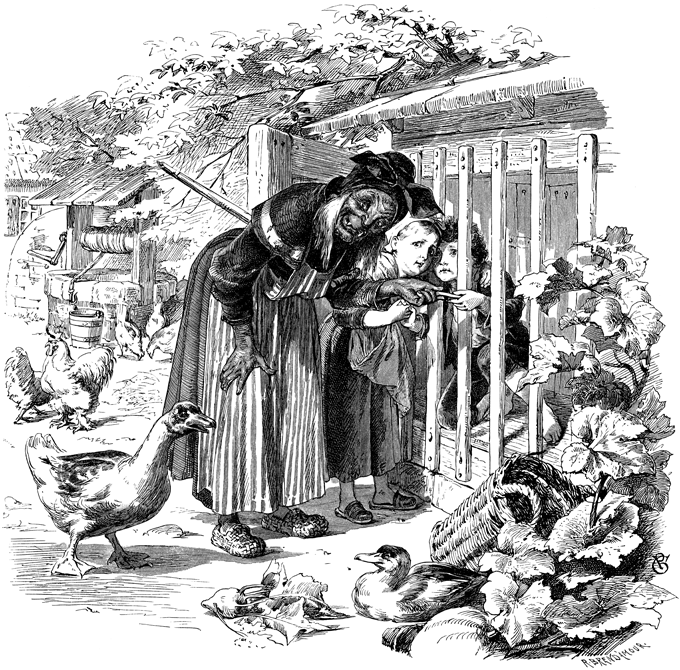
Femeia din casa de turtă dulce, antagonistul poveștii Hänsel și Gretel

Antagonistul (în greacă antagonistes - "oponent, competitor, inamic, rival") este un tip specific de personaj, grup sau instituție (în opere literare, muzicale sau dramatice) care reprezintă opoziția unui protagonist.  În structura dramatică, antagonistul este întotdeauna în conflict cu protagonistul: fie prin acțiunile sale de a elimina, încetini sau distruge protagonistul - sau alt(e) personaje centrale, fie prin însăși existența sa, în cazul în care protagonistul reprezintă forța agresoare.  Cu alte cuvinte, antagonistul reprezintă cineva sau ceva sau care se opun(e) personajului principal.
Antagonistul nu este întotdeauna reprezentat de persoane. Uneori antagonistul poate fi o forță (naturală sau supranaturală) cum ar fi un val uriaș, un tsunami, o furtună sau condiții specifice care creează probleme.
Funcția centrală a antagonistului este de a crea conflict. Tensiunea dramatică este intensificată de obstacolele și primejdiile puse în calea altora, inclusiv a protagonistului. Lupta dintre bine și rău este generată de aceste condiții. În această luptă protagonistul iese învingător aproape întotdeauna. Odată ce antagonistul este evitat, depășit sau eliminat, protagonistul își poate îndeplini menirea sau chemarea sa, ducând la deznodământ.
Antagonismul este o formă a contradicției dintre grupuri și clase cu interese fundamentale opuse; contradicție de neîmpăcat.